# LAKAM
LAKAM ozirom Urad za znanstvene zveze je obveščevalna služba izraelskega obrambnega ministrstva.
LAKAM je bil ustanovljen leta 1960 z namenom zbiranja in pridobivanja znanstvenih podatkov »na vse možne načine«.